# Fuzil Vetterli
Fuzil Vetterli, é uma designação genérica para todos os modelos e variantes do fuzil Vetterli, uma série de fuzis de serviço do Exército Suíço, em uso de 1869 a 1889, quando foram substituídos pelo "Schmidt–Rubin". Os fuzis foram projetados por Friedrich Vetterli, um armeiro suíço que já havia trabalhado na França e na Inglaterra antes de se tornar diretor da Schweizerische Industrie Gesellschaft em Neuhausen. Algumas versões também foram adotadas como fuzil de serviço pelo "Regio Esercito" italiano.

## Visão geral
Os fuzis suíços Vetterli combinavam o carregador tubular americano do Winchester Model 1866 com um ferrolho normal apresentando, pela primeira vez, duas alças de travamento traseiras opostas. Este novo tipo de ferrolho foi uma grande melhoria em relação às ações de ferrolho Dreyse e Chassepot mais simples. O Vetterli também foi o primeiro fuzil por ação de ferrolho de repetição a apresentar uma ação que se armava automaticamente e um cano de pequeno calibre.
Devido à decisão do Conselho Federal Suíço no início de 1866 de equipar o exército com um fuzil de repetição por retrocarga, os fuzis Vetterli eram, na época de sua introdução, os fuzis militares mais avançados da Europa. O Vetterli foi o substituto do Eidgenössischer Stutzer 1851 da "Amsler-Milbank", convertido de fuzis suíços anteriores, usando um cartucho metálico.

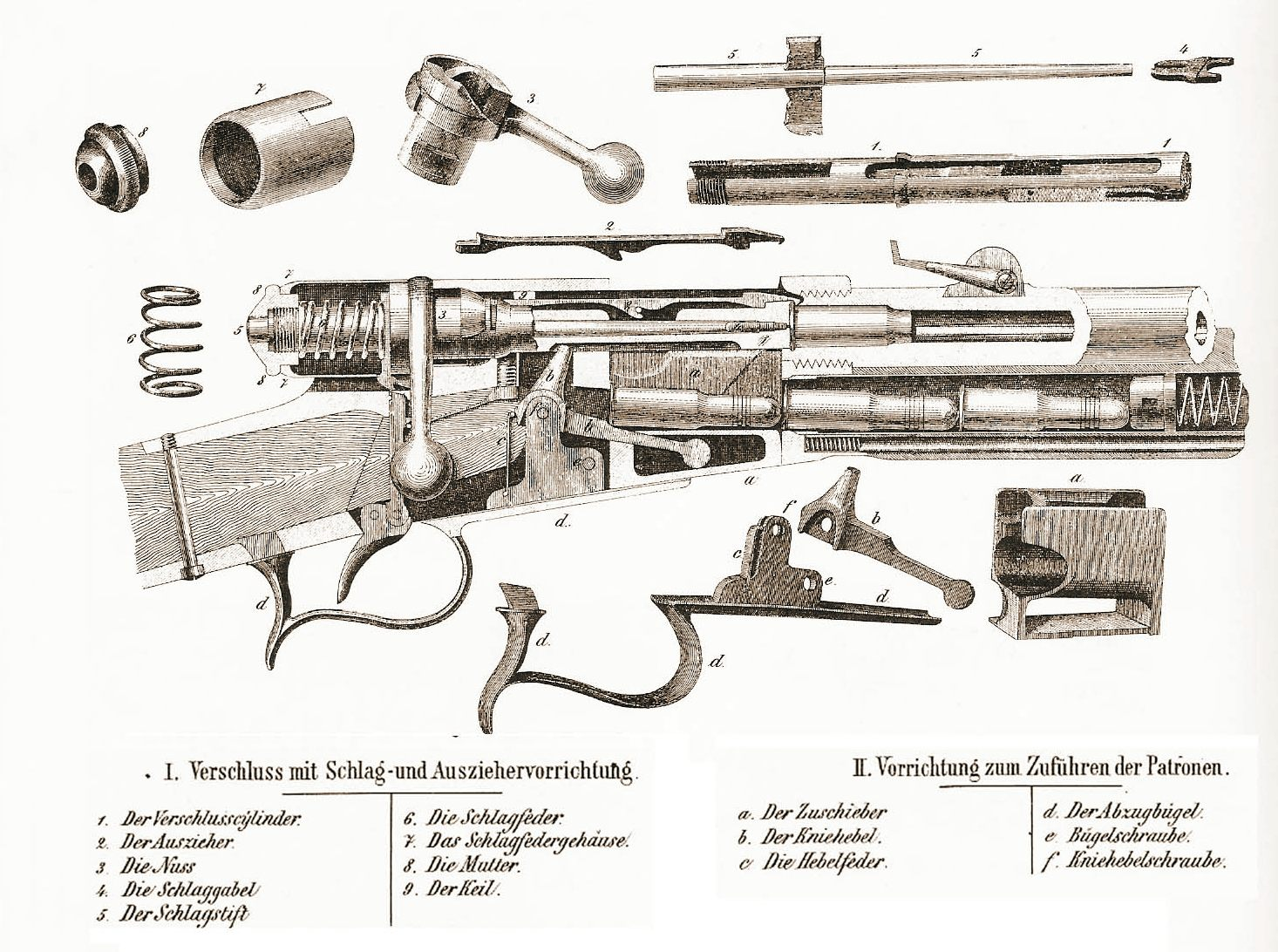
Ilustração dos componentes do mecanismo de ação de um fuzil Vetterli.

## Variantes

### Repetiergewehr Vetterli, Modell 1867
O modelo 1867 foi a primeira versão dos fuzis Vetterli. Ele foi aceito em serviço em fevereiro de 1868. O modelo 1867, como seus sucessores, apresentava um carregador tubular de 12 tiros e um sistema de alimentação por ação de ferrolho. A principal característica distintiva do Modelo 1867 era o cão externo.
Dados do modelo:
- Peso: 10,38 lb (4,71 kg)
- Comprimento total: 52 in (1 320 mm)
- Comprimento do cano: 33,5 in (851 mm)
- Cartucho: 10,4x38 (.41) Suiço

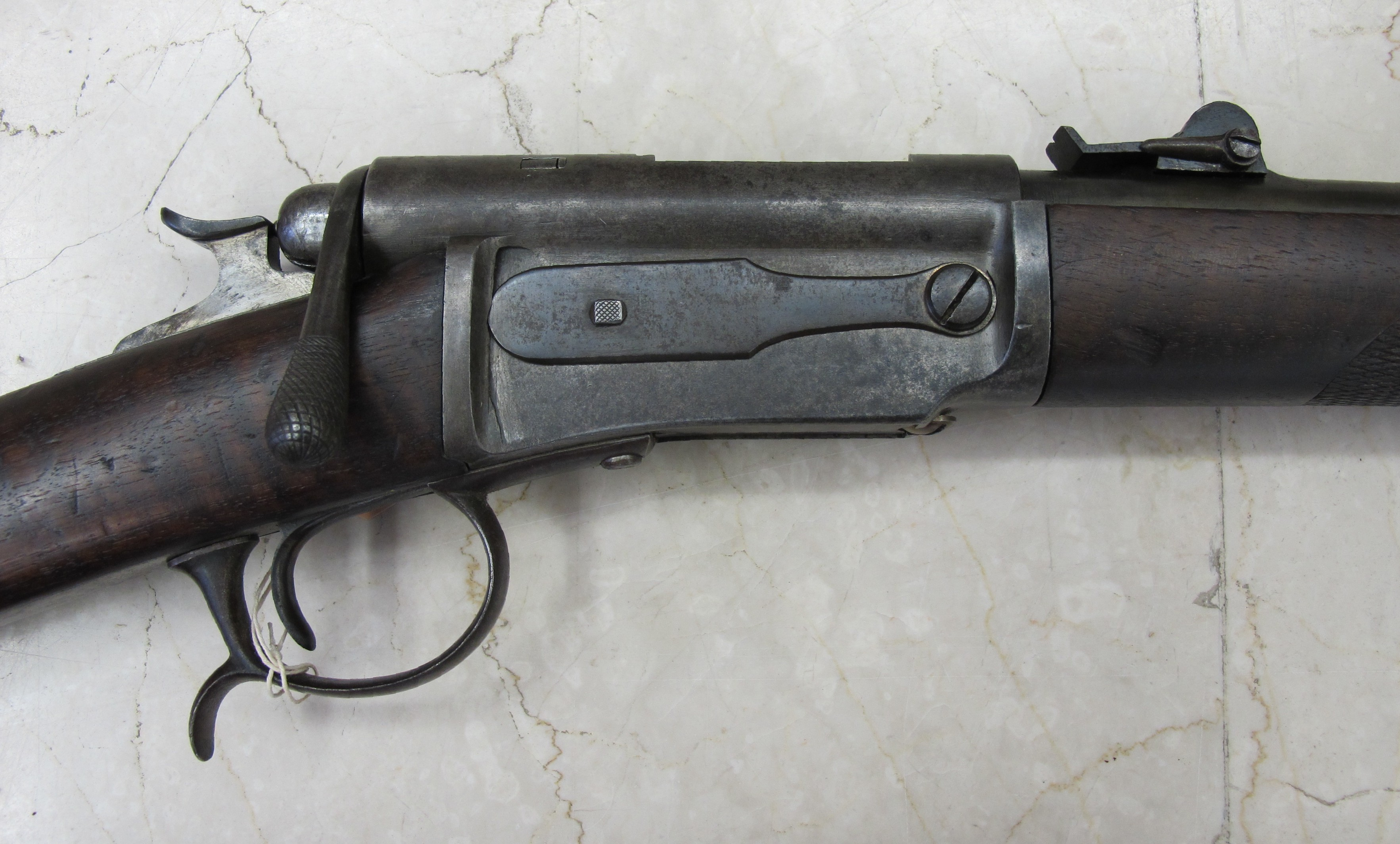
Detalhe do mecanismo de ação de um Vetterli 1867.

- Estriamento: 4 raias à direita 1:31.9"
- Velocidade de saída: 1.425 fp/s
- Suprimento: 13 (12 no carregador tubular + 1)

### Repetiergewehr Vetterli, Modell 1868
Antes de o Modelo 1867 ser colocado em produção total, o designer do fuzil, Friedrich Vetterli, atualizou o fuzil substituindo o cão externo por uma mola de armação de ferrolho interna, uma cinta frontal arredondada prendendo o cano à coronha e colocando a haste de limpeza no lado esquerdo. Foi descoberto logo depois que a haste de limpeza em sua nova localização era facilmente danificada, e foi posteriormente movida para a posição sob o cano. O modelo foi denominado "Modelo 1869".
Dados do modelo:
- Peso: 10,26 lb (4,65 kg)
- Comprimento total: 52 in (1 320 mm)
- Comprimento do cano: 33,5 in (851 mm)
- Cartucho: 10,4x38 (.41) Suiço

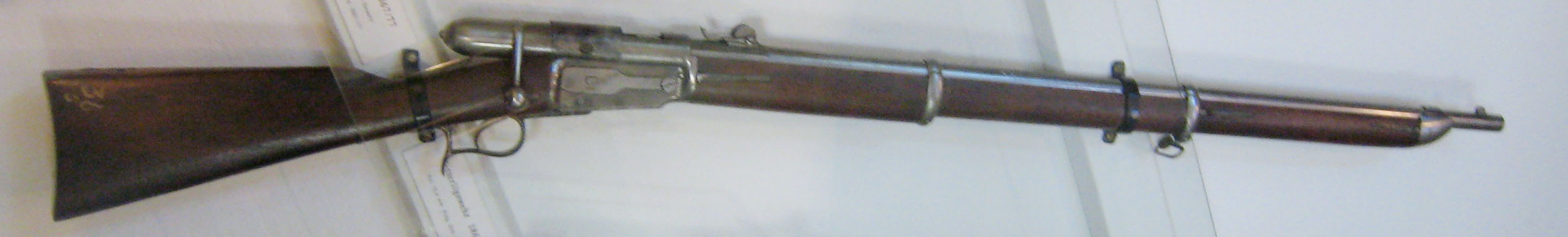
Exemplar do Vetterli 1868.

- Estriamento: 4 raias à direita 1:26"
- Velocidade de saída: 1.425 fp/s
- Suprimento: 13 (12 no carregador tubular + 1)

### Repetiergewehr Vetterli, Modell 1869, 69/71
O Repetiergewehr Vetterli 1869 ("fuzil de repetição Vetterli") foi a primeira iteração de fuzis Vetterli a entrar em produção em massa. Foi projetado por Johann Friedrich Vetterli (1822–1882), um fabricante de fuzis suíço que trabalhou na França e na Inglaterra antes de se tornar diretor da fábrica de armamentos da Schweizerische Industrie Gesellschaft em Neuhausen. Ele também adaptou seu fuzil em uma variante de tiro único e de fogo central adquirida pelo exército italiano. Em 1871, o Modelo 1869 foi atualizado removendo a porta de carregamento e o botão que interrompia a ação do carregador. Esta mudança foi designada como "Modelo 1869/71".
Dados do modelo:
- Peso: 10,4 lb (4,72 kg)
- Comprimento total: 51,2 in (1 300 mm)
- Comprimento do cano: 33,1 in (841 mm)
- Cartucho: 10,4x38 (.41) Suiço

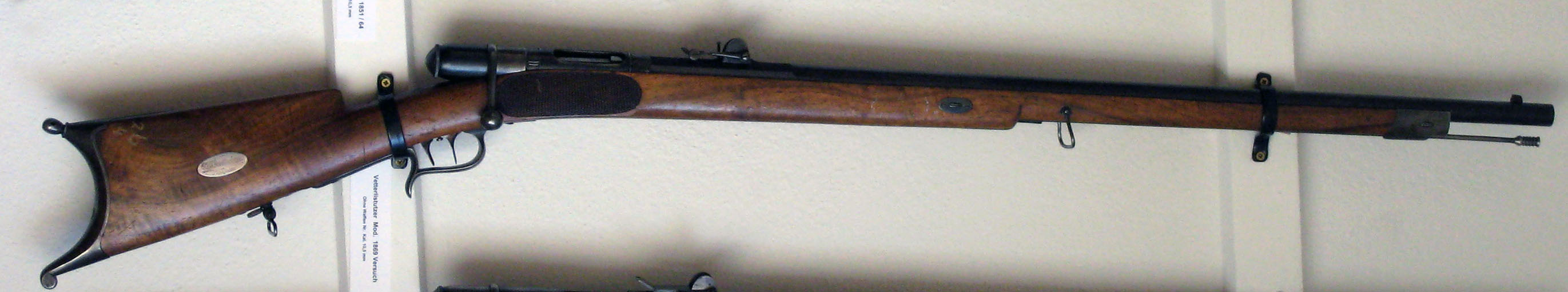
Exemplar do Vetterli 1869.

- Estriamento: 4 raias à direita 1:26"
- Velocidade de saída: 1.425 fp/s
- Suprimento: 12 (11 no carregador tubular + 1)

### Repetiergewehr Vetterli, Modell 1871
Mesmo enquanto a fabricação do M1869/71 estava em andamento, um novo modelo de 1871 foi colocado em produção. ele eliminou algumas partes redundantes e apresentava uma mira modificada, bem como um cano mais grosso, assim como os aros de ferro.

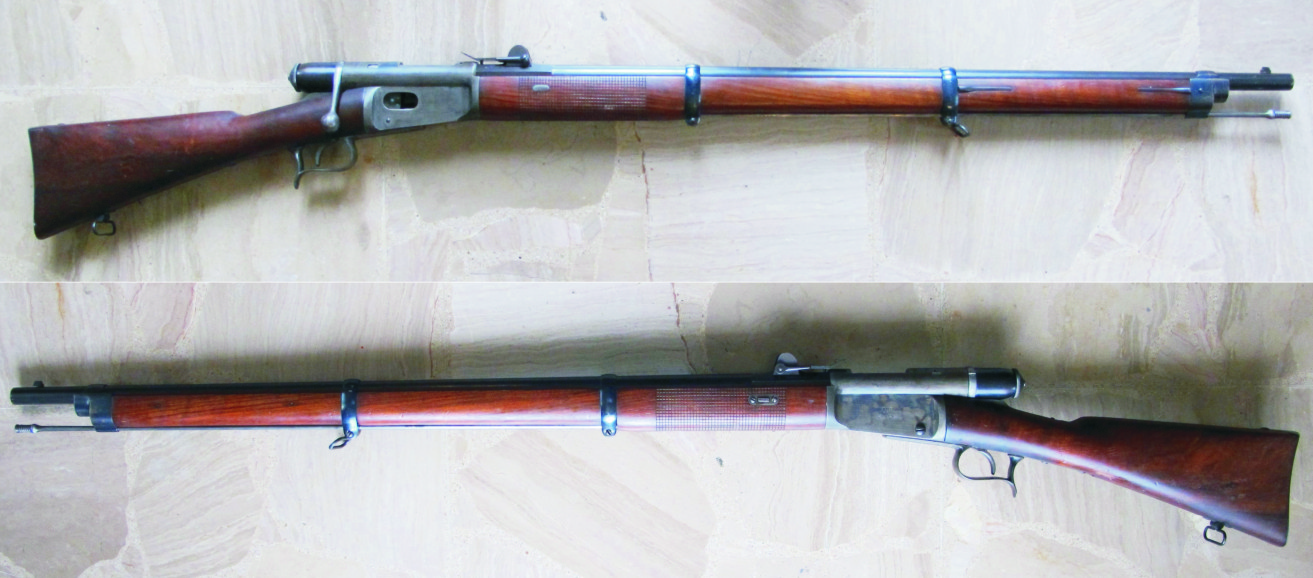
Exemplar do Vetterli 1871.

### Repetierstutzer Vetterli, Modell 1871
A variante "Stutzer" (carabina) do fuzil de 1871 foi usada para equipar as companhias "Scharfschützen" (atiradores) do exército. Os "Stutzer" foram equipados com uma ação "Stecher" sensível (gatilho duplo) e apresentava um cano mais curto.
Dados do modelo:
- Peso: 10,2 lb (4,63 kg)
- Comprimento total: 49,6 in (1 260 mm)
- Comprimento do cano: 30,9 in (785 mm)
- Cartucho: 10,4x38 (.41) Suiço
- Estriamento: 4 raias à direita 1:26"
- Velocidade de saída: 1.375 fp/s
- Suprimento: 11 (10 no carregador tubular + 1)

### Kavallerie-Repetierkarabiner Vetterli, Modell 1871
O "Kavallerie-Repetierkarabiner" ("carabina de repetição de cavalaria") era outra variante encurtada do fuzil de 1871 para uso pela cavalaria, que na época ainda estava armada com pistolas de percussão.

### Repetiergewehr and -stutzer Vetterli, Modell 1878 and 1881
Para acelerar a produção lenta dos fuzis Vetterli, as autoridades federais construíram uma nova fábrica de armas em Berna, a "Eidgenössische Waffenfabrik" (W+F), em 1875. Essa fábrica produziu a variante de 1878 do fuzil Vetterli. Suas cerca de 25 melhorias incluíram uma nova baioneta e talão, mira aprimorada e um gancho de apoio para o dedo no guarda-mato. Uma variante "Stutzer" com ação "Stecher", mas de resto idêntica ao fuzil, também foi produzida.
Dados do modelo:
- Peso: 10,1 lb (4,58 kg)
- Comprimento total: 52,2 in (1 330 mm)
- Comprimento do cano: 33,1 in (841 mm)
- Cartucho: 10,4x38 (.41) Suiço

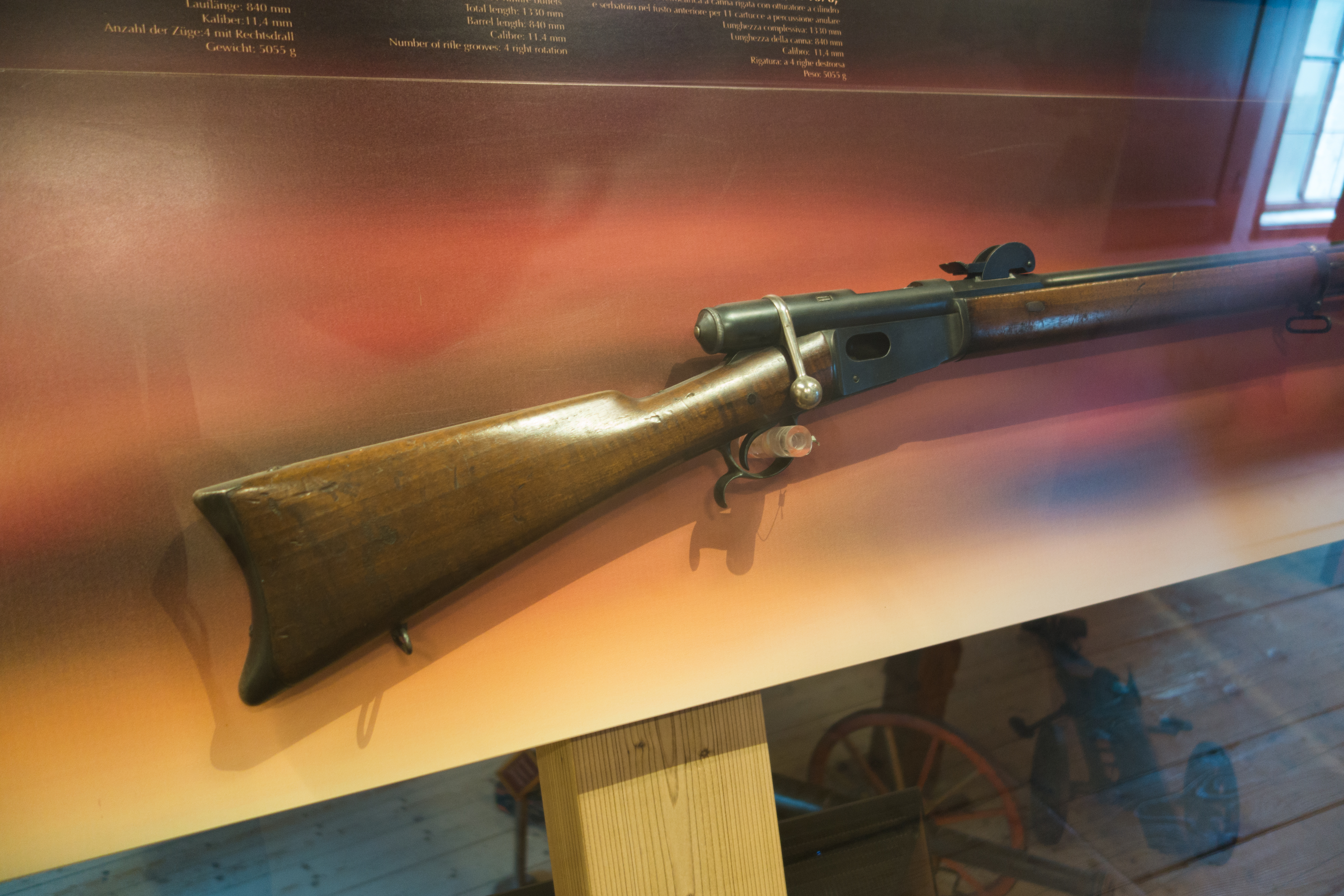
Exemplar do Vetterli 1878.

- Estriamento: 4 raias à direita 1:26"
- Velocidade de saída: 1.425 fp/s
- Suprimento: 13 (12 no carregador tubular + 1)

## Vetterli M1870 Italiano
O Exército italiano adotou um design Vetterli modificado, porém de tiro único, em 1870. Ao contrário do modelo suíço, ele foi compartimentado para um cartucho de fogo central, o 10,35×47mmR.
Dados do modelo (carabina de polícia):
- Peso: 8,95 lb (4,06 kg)
- Comprimento total: 45 in (1 140 mm)
- Comprimento do cano: 29 in (737 mm)
- Cartucho: 10,4x38 (.41) Suiço
- Estriamento: 4 raias à direita 1:26"

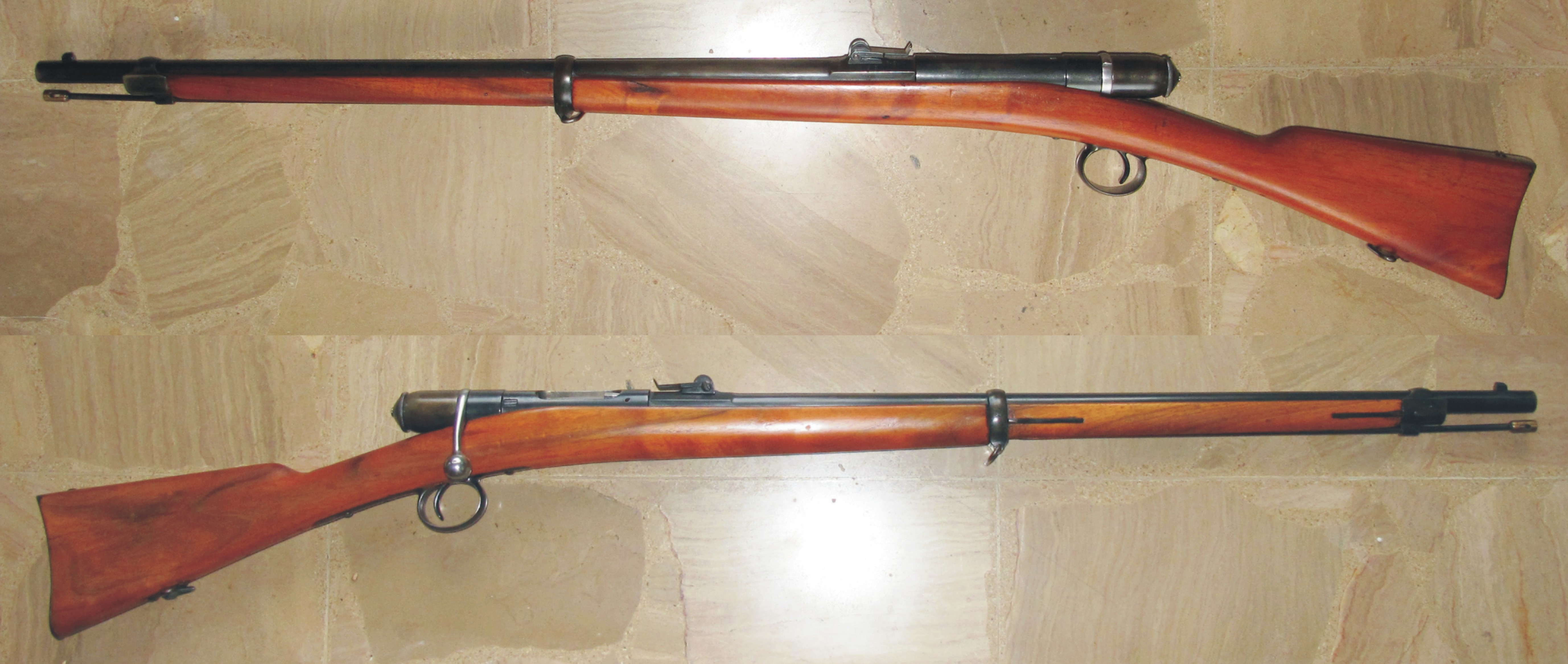
Um rifle cadete Vetterli 1870.

- Velocidade de saída: 1.410 fp/s
- Suprimento: 8 (7 no carregador tubular + 1)

Dados do modelo (rifle cadete):
- Peso: 7,16 lb (3,25 kg)
- Comprimento total: 45,25 in (1 150 mm)
- Comprimento do cano: 26,75 in (679 mm)
- Cartucho: 10,4x38 (.41) Suiço
- Estriamento: 4 raias à direita 1:26"
- Velocidade de saída: ~1.300 fp/s
- Suprimento: tiro único

### M1870/87
Em 1887, os militares italianos atualizaram seus fuzis Vetterli "Modelo 1870" de tiro único com um carregador de caixa de cinco cartuchos Vitali.

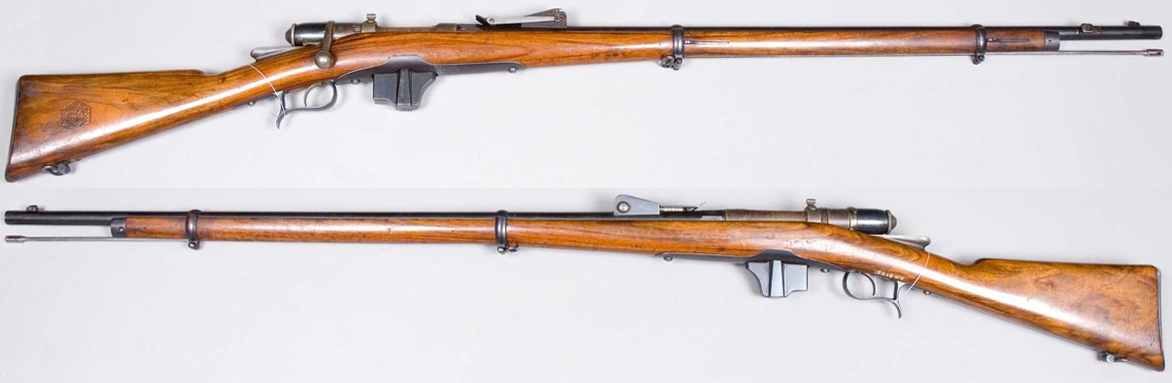
Um Vetterli 1870/87.

### M1870/87/15
Durante a Primeira Guerra Mundial, assim como muitas nações, a Itália enfrentou uma escassez de fuzis de infantaria modernos. Como uma medida paliativa, centenas de milhares de fuzis Vetterli-Vitali e algumas carabinas e mosquetões foram convertidos em Roma e Gardone para disparar a munição 6,5×52mm Carcano, adicionando uma "luva" de cano de 6,5 mm e um carregador no estilo Carcano. Essas conversões nunca foram feitas para fogo prolongado com cargas padrão de 6,5x52mm, pois o cartucho de pólvora sem fumaça em 6,5×52mm gera pressão mais alta do que a pólvora negra do 10,35×47mmR, mas resistiu sem dificuldade às modernas provas da C.I.P..

## Uso civil
Os fuzis Vetterli excedentes foram usados em "número surpreendente" por civis nos EUA para caçar cervos até 1972.

## Usuários
- Suíça , Exército Suíço
- Itália, Exército Italiano

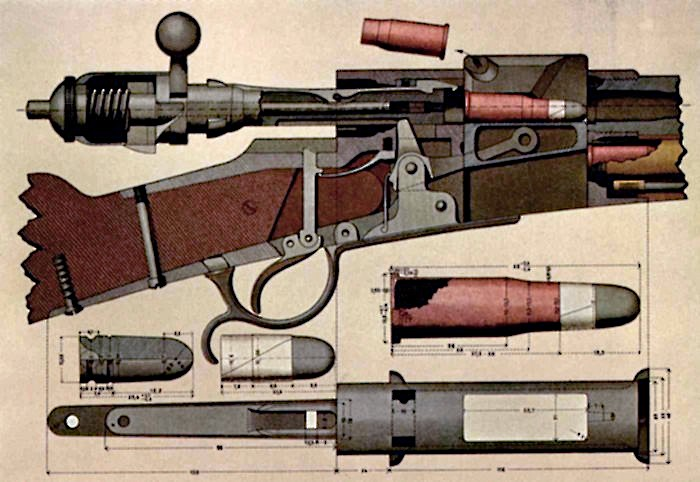
Diagrama em corte do mecanismo de ação do fuzil Vetterli incluindo munição.

- Rússia, Forças Armadas da Rússia (capturados de um carregamento para a Finlândia)

## Guerras
Esses foram os conflitos nos quais o fuzil Vetterli foi utilizado:
- Primeira Guerra Ítalo-Etíope
- Primeira Guerra Mundial (com os capturados pela Rússia)
- Segunda Guerra Ítalo-Etíope
- Guerra Civil Russa